# Oijens
Oijens (ook: Oyens, de Marez Oijens, de Marez Oyens en Weckherlin de Marez Oijens) is een Nederlandse bankiersfamilie die ook bestuurders en kunstenaars voortbracht.

## Geschiedenis
De stamreeks begint met Ibe Oien die rond 1614 geboren zou zijn. Een achterkleinzoon van hem, Pieter Oyens (1695-1774) was timmerman en werd in 1737 poorter van Amsterdam. Diens kleinzoon was firmant van de bankiersfirma H. Oijens & Zonen; hij trouwde in 1802 Petronella Adriana de Marez van Zuylen (1784-1826) en nakomelingen van hen voegden het naamsdeel De Marez aan de hunne toe waardoor de naam De Marez Oyens ontstond.
Minister mr. Johannes Christiaan de Marez Oyens (1845-1911) trouwde in 1877 met Maria Sophia Catharina von Weckherlin (1855-1912); een zoon verkreeg in 1910 naamstoevoeging tot Weckherlin de Marez Oijens.
De familie werd in 1917 opgenomen in het genealogische naslagwerk Nederland's Patriciaat; heropname volgde in 1988.

## Enkele telgen
Hendrik Oijens (1778-1851), lid firma H. Oijens & Zonen, bankiers te Amsterdam; trouwde in 1802 Petronella Adriana de Marez van Zuylen (1784-1826)
- Hendrik Gerard Oijens (1804-1886), bankier
  - Ursula Geertruij Oijens (1828-1902); trouwde in 1851 met ds. Johannes Wilhelmus Abresch (1818-1855), predikant; trouwde in 1863 met mr. Carl Fredrik Gülcher (1808-1871), lid gemeenteraad van Amsterdam, rechter arrondissementsrechtbank
  - Petronella Adriana Oijens (1834-1907); trouwde in 1872 met haar volle neef dr. Hendrik Pierson (1834-1923), predikant
  - mr. Hendrik Oijens (1837-1905), bankier, lid hoofdbestuur Nederlandsch Bijbelgenootschap 1895-1897
  - David Oijens (1842-1902), kunstschilder
  - Pieter Oijens (1842-1894), kunstschilder
  - Joan Elias Oijens (1844-1897), aquarellist
  - Coenraad Adriaan Oijens (1849-1933), textielfabrikant
    - Hendrik Gerard Oijens (1878-1967), bankier
      - ir. Coenraad Willem Adriaan Oijens (1906-2000), generaal-majoor Koninklijke Luchtmacht

    - Ursula Christina Magdalena Oijens (1883-1965), pianolerares; trouwde in 1918 met Jacques Constant van Wessem (1891-1954), journalist en letterkundige
- Ida Oyens (1808-1860), schrijfster; trouwde in 1829 met Jan Lodewijk Gregory Pierson (1806-1873), zakenman
  - prof. Allard Pierson (1831-1896), historicus, predikant, taalkundige en theoloog
  - dr. Hendrik Pierson (1834-1923), predikant; trouwde in 1872 met zijn volle nicht Petronella Adriana Oijens (1834-1907)
  - mr. Nicolaas Gerard Pierson (1839-1909), bankier, econoom, minister en premier
- mr. Gerrit Hendrik de Marez Oijens (1811-1883), bankier, lid hoofdbestuur Nederlandsch Bijbelgenootschap; trouwde in 1835 met Aletta Maria Waller (1810-1898), lid bestuur Vrouwen-Vereeniging tot het Bezoeken der Veroordeelde Vrouwen in de Cellulaire Gevangenis
  - Petronella Adriana de Marez Oyens (1835-1911); trouwde in 1864 met Reinhardt Laurens Mirandolle (1833-1914), lid gemeenteraad van Rotterdam
  - Catharina Elisabeth de Marez Oyens (1839-1924), regentes Diaconie-Weeshuis hervormde gemeente te Amsterdam, lid dames-comité Vereeniging tot Opbeuring van Boetvaardige Gevallene Vrouwen te Amsterdam
  - Hendrik Jan de Marez Oyens (1843-1911), bankier, lid bestuur Mij. Felix Meritis, lid bestuur Vereniging "Rembrandt", lid bestuur afdeling Amsterdam Mij. tot bevordering der Toonkunst, lid raad van beheer N.V. "De Stads-Schouwburg-Mij"; trouwde in 1879 met Marie Cornelie Reynvaan (1854-1926), lid bestuur Amsterdamsche Vereeniging voor Gezondheids- en Vakantie-Kolonies, lid commissie voor huisbezoek Genootschap "Liefdadigheid naar Vermogen"
  - mr. Johannes Christiaan de Marez Oyens (1845-1911), minister van Waterstaat, Handel en Nijverheid, lid Eerste Kamer der Staten Generaal; trouwde in 1877 met Maria Sophia Catharina von Weckherlin (1855-1912)
    - mr. Willem Gerard de Marez Oyens, (1878-1971), advocaat en procureur; trouwde in 1921 met Margaretha Laurentia de Beaufort (1888-1977), lid van de familie De Beaufort
      - Gerrit Hendrik de Marez Oyens (1922-2013), directeur Muzieklyceum Hilversum, docent Rotterdams Conservatorium; trouwde in 1953 met Woltera Gerharda (Tera) Wansink (1932-1996), musicienne en bekend onder de naam Tera de Marez Oyens, latere echtgenote van schrijver Marten Toonder (1912-2005)
        - Caecilia de Marez Oyens (Cas de Marez Oyens, 1954-2000), musicienne
        - Iris de Marez Oyens (1956); trouwde in 1976 met Ewold Bakker, fotograaf
        - David Willem de Marez Oyens (1960), musicus

      - drs. Johannes de Marez Oyens (1928), conservator Tropenmuseum; trouwde in 1960 met Elsje van Es (1934), pianopedagoge

    - Gerrit Hendrik de Marez Oyens (1881-1961), bankier
      - Henriette Helena de Marez Oyens (1908-1997), chatelaîne conferentieoord "Woudschoten", directrice N.C.S.V.; trouwde in 1961 met Walther Johannes Franz von Bemuth (1891-1977), kunstschilder
      - Caridad de Marez Oyens (1916-1996); trouwde in 1938 met mr. Julius Otto Thate (1908-1996), burgemeester van Gorssel

    - Ferdinand August Hendrik Weckherlin de Marez Oijens (1883-1941), naamstoevoeging bij KB 9 juni 1910 nr. 48, conservator geologisch instituut te Amsterdam
    - drs. Hendrik Jan de Marez Oijens (1889-1953), docent klassieke talen Barlaeus Gymnasium te Amsterdam, hielp de schrijver Louis Couperus met zijn roman De komedianten

  - Adrianus Deodatus de Marez Oijens (1847-1924), bankier, viceconsul Zuid-Afrikaanse Republiek te Amsterdam
    - Adèle Maria de Marez Oijens (1876-1953), kunstschilderes
    - Aletta Maria de Marez Oijens (1880-1970); trouwde in 1915 met prof. dr. Simon Frederik Hendrik Jan Berkelbach van der Sprenkel (1882-1967), theoloog

  - Cornelia Johanna de Marez Oyens (1850-1940), lid bestuur Vrouwen-Vereeniging tot het Bezoeken der Veroordeelde Vrouwen in de Cellulaire Gevangenis